# Akron (phim)
Akron (Được cách điệu thành AKRON) là một bộ phim tình cảm lãng mạn theo chủ đề LGBT năm 2015 do Brian O'Donnell và Sasha King làm đạo diễn. Phim có sự tham gia của Matthew Frias, (người từng tham gia bộ phim thể thao Khi trò chơi đứng cao), trong vai Benny, và Edmund Donovan trong vai Christopher. Bộ phim miêu tả cuộc gặp gỡ của Benny và Christopher trong một trận bóng đá tại Đại học Akron, nơi họ yêu nhau. Mối quan hệ vừa chớm nở của họ bị đe dọa bởi những kiến thức mà gia đình tương ứng của họ gặp nhau lần đầu tiên trước đó, trong một tai nạn thương tâm. Bộ phim cũng có sự tham gia của ngôi sao điện ảnh và sân khấu Andréa Burns. Bộ phim đã giành được một số giải thưởng, bao gồm Phim truyện hay nhất, tại nhiều liên hoan phim ở Hoa Kỳ.

## Tóm tắt cốt truyện
Trong một siêu thị, hai gia đình đang mua sắm đồ tạp hóa. Christopher trẻ và mẹ Carol được nhìn thấy đang lái xe trong một chiếc xe tải, trong khi Benny và gia đình tải đồ mua vào xe của họ. Carol vô tình đánh và giết chết anh trai của Benny, Davey. Cả hai gia đình đều bị tàn phá.
Nhiều năm sau, Benny và Christopher đang theo học Đại học Akron. Họ gặp nhau khi chơi trên các đội đối lập trong một trận giao hữu bóng đá. Benny và Christopher có một sức hút ngay lập tức với nhau và trao đổi số điện thoại. Sau đó họ hẹn hò và trở thành bạn trai. Benny và Christopher đến một hộp đêm với bạn bè và cuối cùng họ qua đêm. Khi kỳ nghỉ xuân đến gần, họ quyết định dành cả tuần ở Florida tại nhà của mẹ Christopher. Cả hai gia đình đều chấp nhận và ủng hộ việc hẹn hò của Benny và Christopher, nhưng theo thời gian, Christopher bắt đầu ghép các mảnh lại với nhau rằng mẹ của Christopher là người vô tình giết chết anh trai của Benny. Christopher nhận ra lịch sử này giữa hai gia đình ngay trước khi rời đi với Benny trong chuyến đi đến Florida để ăn mừng nghỉ xuân. Bất chấp sự do dự của anh, họ vẫn tiếp tục cuộc hành trình với một đêm ngắn ngủi tại một khu cắm trại nơi họ thỏa mãn tình yêu của họ với tất cả sự dịu dàng của tình yêu trẻ. Tuy nhiên, vấn đề trở nên phức tạp, khi mẹ của Christopher, Carol phát hiện ra Benny là ai trong khi hai vợ chồng đến thăm nhà cô ở Jacksonville. Chống lại mong muốn của Christopher, cô đưa ra lời thú nhận chân thành liên quan đến cái chết của Davey, khiến Benny quẫn trí cứ khăng khăng đòi về nhà ở Ohio. Benny chia tay ngắn ngủi với Christopher hai lần, trong khi cãi nhau với gia đình về mối quan hệ của mình. Cặp vợ chồng trẻ cuối cùng đã hòa giải, và tham dự một sản phẩm sân khấu địa phương của Asen và Ren cũ, trong đó em gái của Benny là Becca đóng vai chính. Khi cha mẹ của Benny, Lenora và David, thấy anh ta đến với Christopher, họ trở nên đau đớn và tức giận. Trong khi đó, mẹ của Christopher đến Akron, với kế hoạch cho ba điều; bày tỏ sự kính trọng của cô tại ngôi mộ của Davey, xin mẹ tha thứ cho Benny và rằng cô sẽ ban phước cho Benny và Christopher gặp nhau. Kế hoạch của Carol có kết quả hỗn hợp.
Sau khi nói chuyện với chồng về việc "cố gắng hơn" để xử lý nỗi đau của mình, mẹ của Benny mời Benny và Christopher đi ăn tối.

## Diễn viên
- Matthew Frias[3] vai Benny Cruz, người đàn ông hàng đầu và bạn trai của Christopher
- Edmund Donovan[3] vai Christopher Welling, bạn diễn nam hàng đầu và bạn trai của Benny
- Joseph Melendez[3] vai David Cruz, cha của Benny
- Andréa Burns[3] vai Lenora Cruz, mẹ của Benny
- Isabel Rose Machado[3] vai Becca Cruz, em của Benny
- Amy da Luz[3] vai Carol Welling, mẹ của Christopher
- Cailan Rose[3] vai Julie, bạn của Benny

## Phát hành
Akron được công chiếu trong năm 2015 Liên hoan phim đồng tính & đồng tính nam Seattle. Sau đó, nó được phát hành vào tháng 2 năm 2017 bởi Video Wolfe tại Hoa Kỳ và Canada.

## Đón nhận quan trọng
Nhận xét cho  Akron  đã được trộn lẫn. Rick Powell, viết một bài đánh giá cho trang web Letterboxd, đã tuyên bố một phần, "Thật khó để quá chỉ trích về một nỗ lực vô tâm và chân thành như vậy, đặc biệt là từ giả định về tính bình thường của tình yêu đồng tính nam mà không có bất kỳ xung đột xã hội nào. cảm thấy thật sảng khoái. " Ông nói thêm, "Đối với một bộ phim liên quan đến những tác động lâu dài của cái chết trong gia đình, nó thực sự không cảm thấy như có nhiều nguy cơ."  Viết cho IndieWire, Vikram Murphy chấp nhận bản thân và đã được cộng đồng cá nhân của họ chấp nhận. "

## Giải thưởng
Akron đã giành được một số giải thưởng từ các liên hoan phim, bao gồm:
- 2015 - LGBT Fest Narrative Winner - Columbus International Film & Video Festival[4]
- 2015 - ImageOut Audience Award for Best Independent Feature Film - Rochester LGBT Film Festival[5]
- 2015 - Best Feature Film - OutReel Cincinnati Film Festival[6]
- 2015 - Best Feature Film - Miami LGBT Film Festival[6]